# 近文駅
近文駅（ちかぶみえき）は、北海道旭川市近文町20丁目にある北海道旅客鉄道（JR北海道）・日本貨物鉄道（JR貨物）函館本線の駅である。駅番号はA27。事務管理コードは▲120107。

## 歴史

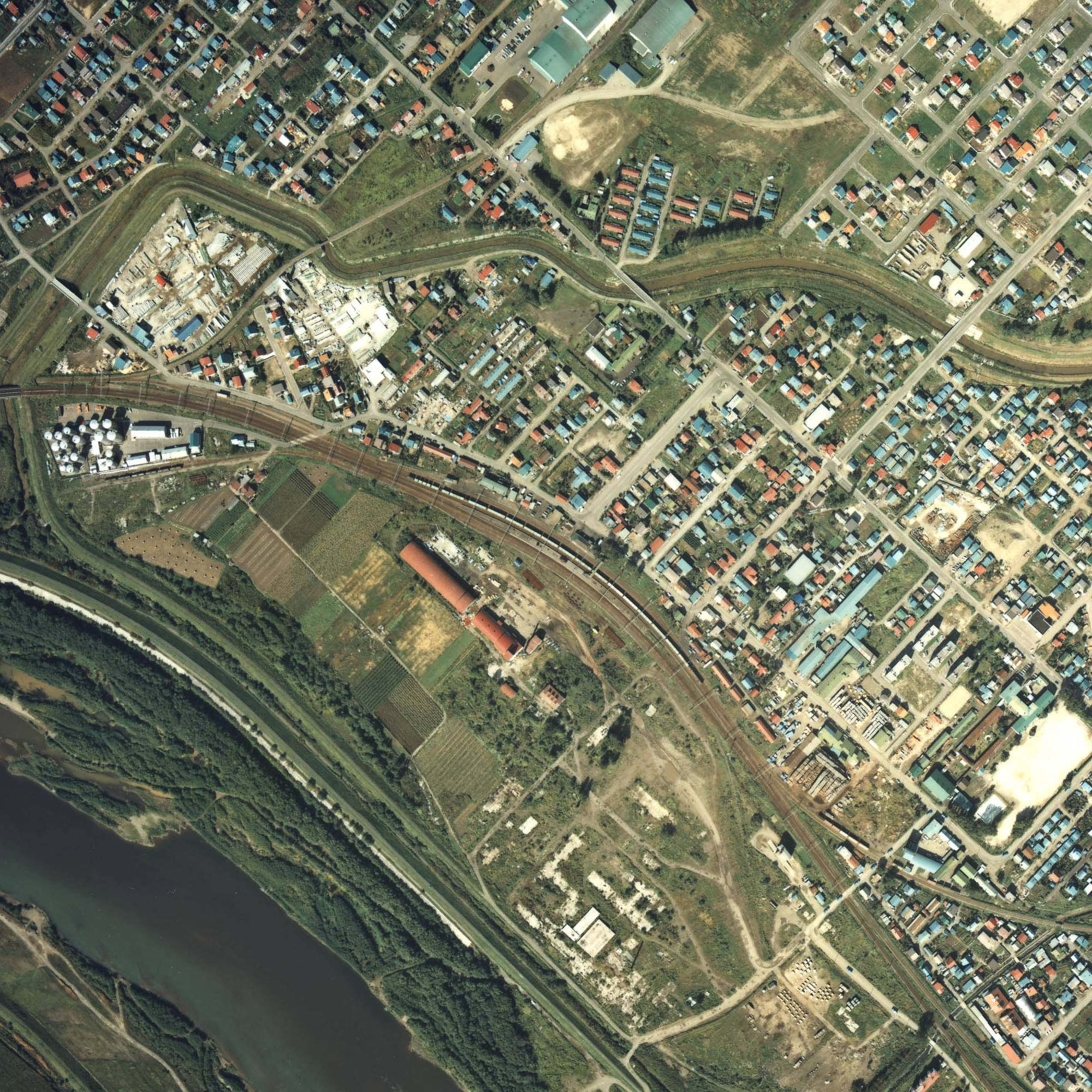
1977年の近文駅と周囲1km範囲。右下が旭川方面（下）、および旭川大町方面（上）。カーブ状の島式ホーム1面2線を旅客用に持ち、下り側3本、上り側2本の待避および留置用副本線を有している。このため駅舎とホーム間が広く、連絡用跨線橋が設けられている。滝川側駅表からは左を流れる用水状のウッペツ川手前でスイッチバック状に折り返し、上端中央に見える農協倉庫（現・イオンモール旭川西）へ向かう専用線が敷かれている。この折り返し線はかつてはウッペツ川を越えてさらに長く伸びていたが、扱う貨物量が減った所為か、手前までに短縮されている。駅裏には油槽所があり、そこへも引込み線が伸びる。旭川側駅表からはこの駅が発祥する要因となったかつての師団専用線が、貨物支線となって分岐している。その分岐点から少し駅寄りに、駅裏の旭川側にあった木工場土場へ向けて分岐していた専用線の跡が残されている。

ロシア帝国の南下政策に危機感を抱いていた明治政府は、明治32年6月から第7師団を札幌から旭川へ移動。これに併せ、兵営地建設のための軍用引込線4.6kmを設けるに当たり当駅を開設した。
師団専用線、または師団の置かれた鷹栖村から鷹栖専用線と呼ばれたこの引込線は、その後、大正年間から周囲に多くの木工場や道立林業指導所が設置されて、軍用よりもその木材貨物専用線としての性格が既に大きくなっていたが、戦後になって師団跡地手前までの2.9kmが残され、貨物駅の旭川大町駅が新設されて、石炭や木材資源等の貨物支線として利用されるようになった。現在は廃止されている。

### 年表
- 1899年（明治32年）8月11日：北海道官設鉄道の近文信号停車場として開業[1]。
- 1905年（明治38年）4月1日：北海道官設鉄道が鉄道作業局（国有鉄道）に編入。近文信号停車場が近文信号所に変更[1]。
- 1909年（明治42年）10月12日：国有鉄道線路名称制定により、近文信号所を含む函館駅 - 旭川駅間が函館本線となる。
- 1911年（明治44年）1月11日：近文信号所が一般駅となり、近文駅開業[官報 1]。
- 1949年（昭和24年）6月1日：日本国有鉄道法施行に伴い、函館本線が日本国有鉄道（国鉄）に継承。
- 1950年（昭和25年）1月15日：当駅 - 旭川大町駅間の函館本線貨物支線が開業[官報 2]。
- 1961年（昭和36年）10月15日：専用線発着を除く車扱貨物の取扱いを廃止[1]。
- 1968年（昭和43年）9月28日：当駅 - 旭川駅間が複線化。
- 1969年（昭和44年）9月30日：当駅を含む滝川駅 - 旭川駅間が交流電化され、納内駅 - 当駅間が複線化される。
- 1978年（昭和53年）10月1日：当駅 - 旭川大町駅間の貨物支線が廃止[2]。この貨物支線の跡地は遊歩道となっている。
- 1984年（昭和59年）
  - 2月1日：荷物の取扱いを廃止[1]。
  - 11月10日：営業無人化[4]。
- 1986年（昭和61年）11月（日付不詳）：出札業務を再開。
- 1987年（昭和62年）4月1日：国鉄分割民営化に伴い、北海道旅客鉄道（JR北海道）・日本貨物鉄道（JR貨物）の駅となる[1]。
- 1989年（平成元年）：駅舎改築[5]。
- 1997年（平成9年）12月19日：運転業務の無人化、出札は簡易委託にて継続。
- 2006年（平成18年）7月1日：簡易委託廃止、完全無人化[6]。
- 2007年（平成19年）10月1日：駅ナンバリングを実施[7]。
- 2024年（令和6年）3月16日：ICカード「Kitaca」の利用が可能となる[8][9][10]。交通系ICが利用できる最北駅となる。

### 駅名の由来
所在地名より。アイヌ語の「チカプウンイ（cikap-un-i）」（鳥・いる・ところ）に由来する。現在の近文山の川に臨む大岩にいつもタカがとまっていた岩があったことによる。北に隣接して当駅から軍用線（後に貨物支線）が向かっていた鷹栖町はこれを意訳したものである。

## 駅構造
島式ホーム1面2線を有する地上駅。ホーム上には明治後期に建てられたとされる古い木造の待合室がある。駅舎は構内北側にあり、ホームとの間に側線があるため跨線橋が設置されている。跨線橋は駅舎反対側の構内南側にもつながっている。
駅舎内には簡易自動改札機（Kitaca対応。設置駅として日本最北端。）、簡易自動券売機や男女共用の水洗式便所がある。元々は信号扱いがあったため駅長や駅員が終日配置されていたが、簡易委託駅を経て、現在は旭川駅管理の無人駅となっている。
1往復のみ当駅始発・終着の列車があったが、廃止された。

### のりば
駅舎側より記載。
| 番線 | 路線      | 方向 | 行先             |
| ---- | --------- | ---- | ---------------- |
| 2    | ■函館本線 | 下り | 旭川方面         |
| 1    | ■函館本線 | 上り | 滝川・岩見沢方面 |

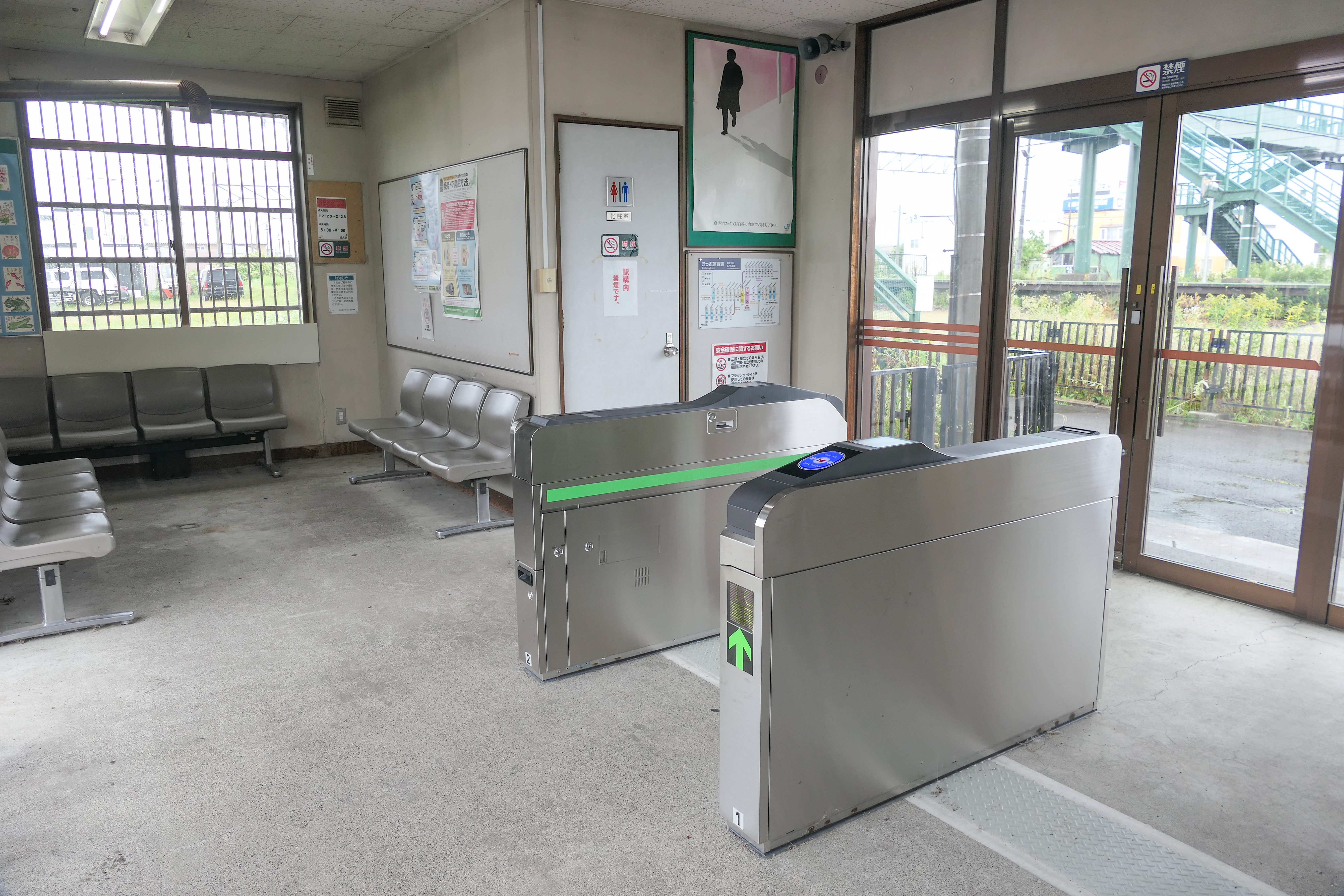
駅舎内（2024年8月）
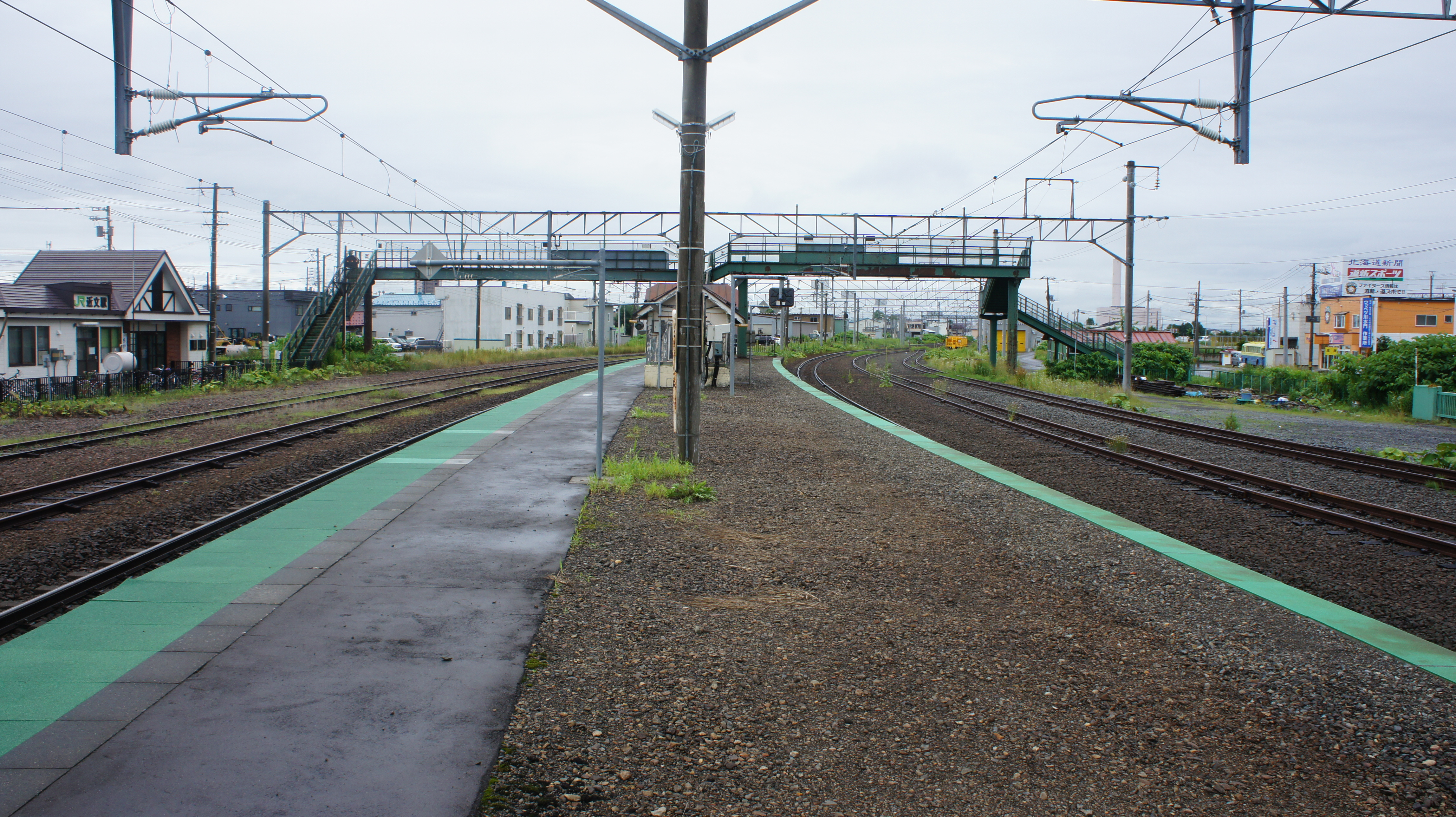
ホーム（2017年7月）
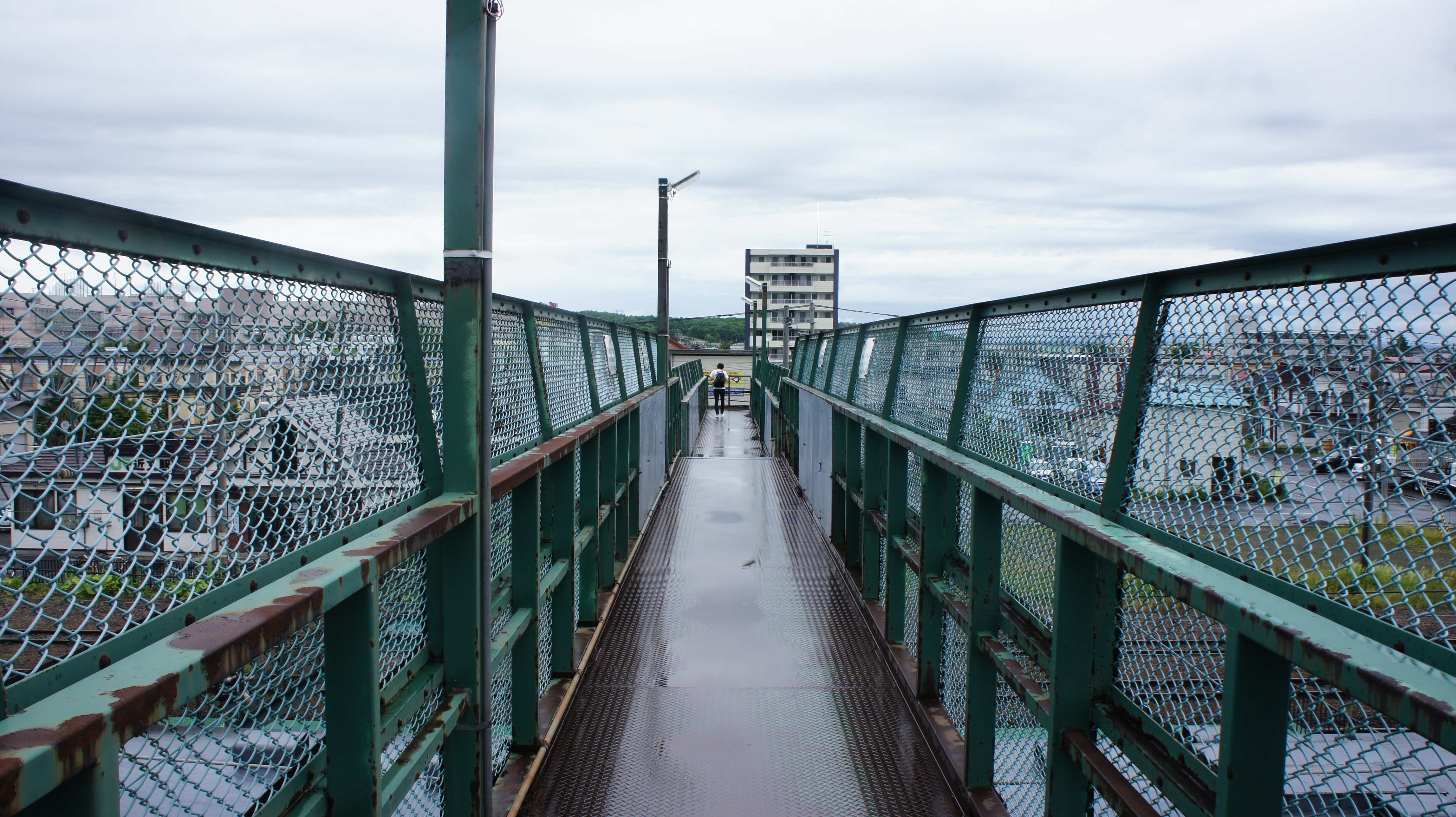
跨線橋（2017年7月）

## 貨物取扱
現在、JR貨物の駅は車扱貨物の臨時取扱駅となっている。貨物列車の発着はなく、貨物設備や接続する専用線もない。
かつては、駅構内からホクレンくみあい飼料旭川工場やシェル石油の油槽所、化学薬品販売業者などへ続く専用線が存在していた。これらは1996年までに全廃されている。

## 利用状況
乗車人員は以下の通り。なお、1日平均は年度の日数（2006年度のみ4月1日から6月30日までの日数）で除し、四捨五入して算出した。
| 年度   | 乗車人員（人） | 乗車人員（人） | 乗車人員（人） | 乗車人員（人） | 備考                                 | 出典   |
| 年度   | 年度           | 年度           | 1日 平均       | 調査日 平均    | 備考                                 | 出典   |
| 年度   | 普通           | 定期           | 1日 平均       | 調査日 平均    | 備考                                 | 出典   |
| ------ | -------------- | -------------- | -------------- | -------------- | ------------------------------------ | ------ |
| 2001年 | 6,805          | 16,806         | 65             |                |                                      | [ 6 ]  |
| 2002年 | 6,802          | 16,660         | 64             |                |                                      | [ 6 ]  |
| 2003年 | 6,267          | 13,804         | 55             |                |                                      | [ 6 ]  |
| 2004年 | 6,845          | 14,979         | 60             |                |                                      | [ 6 ]  |
| 2005年 | 6,625          | 14,230         | 57             |                |                                      | [ 6 ]  |
| 2006年 | 1,580          | 3,629          | 57             |                | 7月1日以降簡易委託終了により実員なし | [ 6 ]  |
| ：     |                |                |                |                |                                      |        |
| 2011年 |                |                |                | 10名超         | 各年11月の調査日の平均               | [ 13 ] |
| 2012年 |                |                |                | 10名超         | 各年11月の調査日の平均               | [ 13 ] |
| 2013年 |                |                |                | 10名超         | 各年11月の調査日の平均               | [ 13 ] |
| 2014年 |                |                |                | 10名超         | 各年11月の調査日の平均               | [ 13 ] |
| 2015年 |                |                |                | 10名超         | 各年11月の調査日の平均               | [ 13 ] |

## 駅周辺
- 国道12号（旭川新道）
- 道央自動車道旭川鷹栖インターチェンジ
- 旭川中央警察署近文交番
- 旭川近文郵便局
- 旭川信用金庫 近文支店
- 旭川運転免許試験場（駅舎裏側すぐ。入口までは徒歩5分程度）
- 道北バス本社
- 旭川市立近文小学校（徒歩約8分）
- 旭川明成高等学校（徒歩約10分）
- ヤマダデンキ家電住まいる館&YAMADA web.com 旭川店（徒歩約10分）
- イオンモール旭川西（イオン旭川西店）（徒歩約5分）
- 業務スーパー旭川緑町店（徒歩約6分）
- 旭川市立北門中学校（徒歩約15分）
- 川村カ子トアイヌ記念館（徒歩20分超）
- 旭川電気軌道、道北バス「緑町20丁目」停留所（嵐山通沿い）
  - 両社の市内路線の他、札幌市行高速あさひかわ号（北海道中央バス、ジェイ・アール北海道バス、道北バス）も停車する。

## 隣の駅
北海道旅客鉄道（JR北海道）
■函館本線
納内駅 (A25) - *神居古潭駅 - *（春志内信号場） - *伊納駅 (A26) - 近文駅 (A27) - 旭川駅 (A28)
*打消線は廃駅

### かつて存在した路線
日本国有鉄道（国鉄）
函館本線 貨物支線（鷹栖岐線）
近文駅 - 旭川大町駅

### 官報
1. ↑  鐵道院告示第二號（『官報』第八千二百六十二號、明治四十四年一月九日、印刷局）
2. ↑  日本国有鉄道公示第四号（『官報』第6895号、昭和25年1月9日、大蔵省印刷局）